# Otto I de Carintia

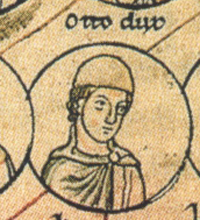
Otto dux, conform Chronica Sancti Pantaleonis, Köln, cca. 1237

Otto (numit Otto of Worms) (d. 4 noiembrie 1004), a fost duce de Carintia și margraf de Verona de la 978 la 985 și de la 1002 până la moarte.
Membru al familiei Salienilor din Franconia renană, Otto a fost unicul fiu al contelui Conrad "cel Roșu", duce de Lotharingia de la 944, cu Liutgarda, fiică a împăratului Otto I "cel Mare". El este primul conte atestat din Nahegau în jur de 956. De asemenea, a deținut Speyergau și Wormsgau, ca și alte comitate din regiunea Rinului.
În 978, împăratul Otto al II-lea l-a numit pe contele Otto ca duce de Carintia, după ce predecesorul său din familia Luitpoldingilor, Henric I de Carintia se răsculase fără succes împotriva autorității imperiale în timpul Războiului celor Trei Henrici din 977-978, drept pentru care fusese depus. Cu toate acestea, în 985, împărăteasa văduvă a lui Otto, Theofano, pentru a obține sprijin pentru succesiunea fiului minor Otto al III-lea, a restaurat Carintia către neamul Luitpoldingilor, iar Otto și-a pierdut din nou ducatul. În schimb, drept compensație, el și-a menținut titulatura ducală de "Duce de Worms", a primit Kaiserpfalz din Lautern și a intrat în posesia de întinse moșii ale abației Wissembourg (Weißenburg).
După moartea ducelui Henric al II-lea de Bavaria din 995, Otto a reprimit mai întâi Marca de Verona, în vreme ce Carintia a revenit fiului lui Henric, ducele Henric al III-lea de Bavaria (viitorul împărat Henric al II-lea). Când împăratul Otto al III-lea a murit în 1002, Otto de Worms și Henric al III-lea de Bavaria erau candidați pentru alegerea ca rege al romanilor; Otto s-a retras din competiție și a primit în schimb Ducatul Carintia de la noul rege ales, Henric. Cu toate acestea, el a fost nevoit să cedeze posesiunile sale renane vechiului său rival, episcopul Burchard de Worms.
Otto a murit doi ani mai târziu, fiind succedat ca duce de Carintia de către fiul său, Conrad.

## Familia
Otto a fost căsătorit cu Judith (d. 991), probabil o strănepoată a ducelui Arnulf "cel Rău" de Bavaria, cu care a avut următorii copii:
- Henric de Speyer (d. înainte de 1000), conte în Wormsgau
- Bruno (d. 999), devenit papă ca Grigore al V-lea de la 996
- Conrad I de Carintia (1004-1011)
- Wilhelm, arhiepiscop de Strasbourg (1028-1047)